# Ernst Schnydrig
Ernst Schnydrig MS (* 26. September 1912 in Grächen/Wallis, Schweiz; † 15. April 1978 in Freiburg im Breisgau) war ein Schweizer römisch-katholischer Ordenspriester, Journalist und Schriftsteller.

## Leben
Nach der Grundschule in Visp absolvierte Ernst Schnydrig die Missionsschule der Salettiner in Mörschwil. Von 1925 bis 1932 studierte er Philosophie, Katholische Theologie und Kunstgeschichte an der Universität Freiburg im Uechtland und trat dann der Ordensgemeinschaft der Missionare Unserer lieben Frau von La Salette bei. 1938 feierte er Primiz in seiner Heimatgemeinde. 
Bis 1946 war er Gymnasiallehrer in St. Gallen, danach leistete er im Dienst der Caritas Schweiz Nachkriegshilfe in Deutschland. Im Rundfunk war er mit Sendungen wie Die tröstliche Botschaft (Südwestfunk) oder dem Wort zum Sonntag zu hören. Seit 1952 trug er Verantwortung für das Referat Werbung und Publizistik im Deutschen Caritasverband in Freiburg im Breisgau.
Gemeinsam mit dem palästinensischen Arzt Antoine Dabdoub und der Schweizer Krankenschwester Hedwig Vetter gründete er 1953 das Kinderspital Bethlehem (Englisch: Caritas Baby Hospital) in Bethlehem. Zur langfristigen Sicherung dieser Kinderklinik gründete er 1963 den Verein Kinderhilfe Bethlehem in Luzern.
1965 wurde er von Kardinal-Großmeister Eugène Kardinal Tisserant zum Ritter des Ritterordens vom Heiligen Grab zu Jerusalem ernannt und am 2. Juni 1965 in Rom investiert.

## Schriften (Auswahl)
- Ein Mann ging von Jerusalem hinab nach Jericho. Text und Fotografien von Ernst Schnydrig, Kinderzeichnungen aus einem internationalen Wettbewerb der Caritas. Verlag des Borromäus-Vereins, Bonn 1962
- Komm in das Land das ich dir zeigen werde. Text und Fotografien von Ernst Schnydrig. Verlag des Borromäus-Vereins, Bonn 1964
- Warum, warum bist du nicht Susja gewesen? Knecht, Frankfurt am Main 1972, ISBN 3-7820-0266-0
- Nacht der Hirten, Lämmer und Sterne. Knecht, Frankfurt am Main 1973, ISBN 3-7820-0291-1
- Tagesrationen. Sankt-Benno-Verlag, Leipzig 1975
- Lieber halber Hampelmann. Knecht, Frankfurt am Main 1975, ISBN 3-7820-0347-0
- In den Ferien hinter einem grossen Stein zu lesen.... Knecht, Frankfurt am Main 1976, ISBN 3-7820-0372-1
- So gute Augen für Zachäus. Knecht, Frankfurt am Main 1977, ISBN 3-7820-0395-0
- Wollen wir den chinesischen Kaiser spielen? Knecht, Frankfurt am Main 1978, ISBN 3-7820-0412-4.
- Drei Körner Überschuss: in den Ferien und auch sonst zu lesen. Sankt-Benno-Verlag, Leipzig 1982
- Drei Lektionen über den Igel: Geschichten von Menschen und Tieren. Knecht, Frankfurt am Main 1985, ISBN 3-7820-0515-5